# Frères Ripoulin
 (mars 2025).
Motif : Sources attestant de la notoriété ?
- Archive Wikiwix
- Bing
- Cairn
- DuckDuckGo
- E. Universalis
- Gallica
- Google
- G. Books
- G. News
- G. Scholar
- Persée
- Qwant
- (zh) Baidu
- (ru) Yandex
- (wd) trouver des œuvres sur Wikidata

| 1. | Préciser le motif de la pose du bandeau. | Précisez le motif de la pose du bandeau en utilisant la syntaxe suivante : {{admissibilité à vérifier\|date=juin 2025\|motif=remplacez ce texte par le motif}}                       |
| 2. | Informer les utilisateurs concernés.     | Pensez à avertir le créateur de l'article, par exemple, en insérant le code ci-dessous sur sa page de discussion : {{subst:avertissement admissibilité à vérifier\|Frères Ripoulin}} |

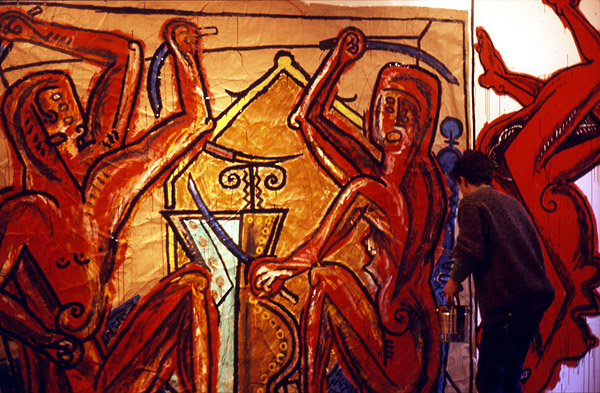
Jean Faucheur, peignant, Paris, 1985.

Les Frères Ripoulin est un collectif d'artistes parisien (1984-1988) souvent associé au mouvement de la Figuration Libre ou au graffiti.

## Membres
- Nina Childress
- Bla+Bla+Bla
- Closky (Claude Closky)
- Manhu (2007 †)
- OX[1]
- PiroKao (Pierre Huyghe)
- Trois carrés (Stéphane Trois Carrés)
- luidgi (Louis Jean Gory)
- Willi (Guillaume Lanternier)
- Jean Faucheur

## Historique
Élèves ou anciens élèves de l'École nationale supérieure des arts décoratifs de Paris ou de l'École de la rue Madame, les Ripoulin ont choisi leur nom en référence aux célèbres bonshommes « Ripolin » mais aussi au mot de verlan « ripou » (= pourri). Bien qu'on les associe souvent au graffiti puisqu'ils intervenaient dans les rues (Paris, New York, notamment), les Ripoulin ne peignaient pas sur les murs mais sur des affiches qu'ils allaient ensuite coller sur ceux-ci. Actifs en groupe durant quatre années (1984-1988), ce dernier s'est dissous progressivement en différentes collaborations individuelles. Plusieurs des anciens membres du groupe ont fait une carrière de premier plan : Nina Childress est académicienne des Beaux-Arts, Claude Closky est récipiendaire du Prix Marcel-Duchamp, Pierre Huyghe a été choisi pour représenter la France lors de la 49e Biennale de Venise.
Durant ces années ils ont organisé plusieurs actions, notamment l'invasion du Métro Dupleix en 1984 le jour suivant la "Journée de la musique", ainsi qu'une exposition Mach 2000 dans l'atelier qu'agnès b. leur avait prêté au 240 de la rue du Faubourg-Saint-Antoine.
Très actifs, divers et brouillons, ils ont agi bien plus comme un groupe de rock'n'roll que comme des artistes-peintres conventionnels. Rétifs aux cadres, désorganisés, les membres du groupe prenaient une posture distante et critique vis-à-vis du monde de l'art.
Les Ripoulin ont notamment exposé à la Tony Shafrazi Gallery (New York), à la galerie du jour agnès b. (Paris) et à la Biennale de Paris.

### Livres
- Jusque-là tout va bien !, éditions Critères, 2004 (livre consacré à Jean Faucheur)
- Le Livre du graffiti, éditions Alternatives 1985
- OX - Affichage Libre, éditions Gestalten, 2015
- Karim Boukercha et Gautier Bischoff, , Éditions Textuel, 2021, 240 p.  (ISBN 978-2845978720)
- Pascale Le Thorel, Monographie Stéphane Trois Carrés, Editions Fage / Angel Art Servanin, 2022,  (ISBN 9782849757239)
- Pascale Le Thorel, LIBRES FIGURATIONS - ANNEES 80, Catalogue d'Exposition, Fond Hélène et Edouard leclerc, 2017,  (ISBN 979-10-96209-02-6)

## Liens